# Tibiosioma maculosa
Tibiosioma maculosa är en skalbaggsart som beskrevs av Martins och Maria Helena M. Galileo 2007. Tibiosioma maculosa ingår i släktet Tibiosioma och familjen långhorningar. Inga underarter finns listade i Catalogue of Life.